# Pandrup Station
Pandrup Station er en nedlagt dansk jernbanestation i Pandrup på Hjørring-Løkken-Aabybro Jernbane. Stationsbygningen er tegnet af Sylvius Knutzen. 
57°13′25″N 9°40′28″Ø / 57.22361°N 9.67444°Ø